# Actinodoria
Actinodoria là một chi ruồi trong họ Tachinidae. Loài ký sinh duy nhất được biết đến của chuồn chuồn được cho là thuộc chi này. Chúng được phát hiện như là một ấu trùng sống gần cơ cánh của chuồn chuồn.

## Các loài
- Actinodoria argentata Reinhard, 1975[6]
- Actinodoria argentea Thompson, 1964[7]
- Actinodoria argentifrons (Wulp, 1890)[8]
- Actinodoria cuprea Townsend, 1927[1]